# Glendale (Nevada)
Glendale é uma área não incorporada no condado de Clark, estado do Nevada, nos Estados Unidos. A comunidade fica situada a uma altitude de 463 metros.